# Oklahoma City Blue
Els Oklahoma City Blue són un equip estatunidenc de bàsquet professional que pertant a l'NBA D-League amb seu a Oklahoma City, Oklahoma. El nom de l'equip, 66ers, prové de la Ruta 66, autopista nord-americana que creua la ciutat de Tulsa. Juguen a la divisió Oest. Han estat campions dues vegades sota el nom d'Asheville Altitude: la temporada 2003/04 contra els Albuquerque Thunderbirds i la temporada 2004/05 contra els Austin Toros.